# Nanny Larsén-Todsen
Nanny Larsén-Todsen (ur. 2 sierpnia 1882 w Hagby, zm. 26 maja 1982 w Sztokholmie) – szwedzka śpiewaczka operowa, sopran.

## Życiorys
Studiowała w Sztokholmie, Berlinie i Mediolanie. Zadebiutowała na scenie w 1906 roku rolą Agaty w Wolnym strzelcu w sztokholmskiej Kungliga Operan, z którą następnie była związana do 1922 roku. W latach 1923–1924 śpiewała w mediolańskiej La Scali. W 1925 roku rolą Brunhildy w Zmierzchu bogów debiutowała na deskach nowojorskiej Metropolitan Opera, w której występowała do 1927 roku, kreując wszystkie sopranowe partie w operach Richarda Wagnera. W 1927 i 1930 roku wystąpiła w Covent Garden Theatre w Londynie. W latach 1927–1928 i 1930–1931 kreowała partie wagnerowskie na festiwalu w Bayreuth. Po wycofaniu się ze sceny pod koniec lat 30. osiadła w Sztokholmie i poświęciła się pracy pedagogicznej.